# كأس رئيس الجمهورية (اليمن)
كأس رئيس الجمهورية أو كأس اليمن هي بطولة في رياضة كرة القدم وتجمع الأندية اليمنية الذين يلعبون بنظام خروج المغلوب (ذهاب وإياب) حتي يصل فريقان للمباراة النهائية، بطل النهائي يتأهل بشكل مباشر إلى كأس الاتحاد الآسيوي، أما إذا كان بطل الكأس هو نفسه بطل الدوري في ذلك الموسم، فإن وصيف الدوري اليمني هو الذي يعوضه في المسابقة الخارجية.

## السجل التاريخي
| النادي         | عدد الألقاب |
| أهلي صنعاء     | 3           |
| التلال         | 2           |
| شعب حضرموت     | 2           |
| شعب أب         | 2           |
| الهلال الساحلي | 2           |
| أهلي الحديدة   | 1           |
| اتحاد اب       | 1           |
| أهلي تعز       | 1           |

## السجل التفصيلي
| السنة | البطل          | الوصيف         | النتيجة                   |
| ----- | -------------- | -------------- | ------------------------- |
| 1996  | أهلي الحديدة   | شعب حضرموت     | 1 - 0                     |
| 1998  | اتحاد اب       | الشعلة عدن     | 1 - 0                     |
| 2000  | شعب حضرموت     | الشعلة عدن     | 0 - 0 / ضربات ترجيحية 5/4 |
| 2001  | أهلي صنعاء     | التلال         | 2 - 1                     |
| 2002  | شعب أب         | التضامن شبوة   | 4 - 0                     |
| 2003  | شعب أب         | شعب حضرموت     | 2 - 1                     |
| 2004  | أهلي صنعاء     | شعب أب         | 2 - 0                     |
| 2005  | الهلال الساحلي | الرشيد تعز     | 3 - 1                     |
| 2006  | شعب حضرموت     | الهلال الساحلي | 2 - 1                     |
| 2007  | التلال         | الهلال الساحلي | 1 - 0                     |
| 2008  | الهلال الساحلي | شعب حضرموت     | 2 - 0                     |
| 2009  | أهلي صنعاء     | التلال         | 0 - 0 / ضربات ترجيحية 5/4 |
| 2010  | التلال         | شباب البيضاء   | 2 - 0                     |
| 2012  | أهلي تعز       | طليعة تعز      | 1 - 0                     |

## وصلات خارجية
- إحصائيات كرة القدم http://www.rsssf.com/tablesy/yemen2010.html#pres
- Yemeni President Cup - Hailoosport.com (Arabic)
- Yemeni President Cup - Hailoosport.com